# Rúben Micael
Rúben Micael Freitas da Ressureição (Câmara de Lobos, Portugália, 1986. augusztus 19. –) portugál labdarúgó, aki jelenleg a Bragában játszik középpályásként. A portugál válogatott tagjaként ott volt a 2012-es Európa-bajnokságon.

## Pályafutása

### Nacional
Micael az União Madeirában kezdte meg profi pályafutását, 2004-ben, 17 évesen. 2008-ban Madeira élvonalbeli klubjához, a Nacionalhoz igazolt. Első szezonjában kevés játéklehetőséget kapott, de 2009. május 2-án sikerült felhívnia magára a figyelmet, amikor a Benfica 3-1-es legyőzése során ő is betalált. Csapata bejutott az Európa-ligába, ahol Micael két gólt szerzett a Zenyit Szankt Petyerburg ellen.

### FC Porto
2010 januárjában 3 millió euróért leigazolta az FC Porto. Január 30-án, éppen a Nacional ellen mutatkozott be új csapatában, az eltiltott Raul Meireles helyén játszott, csapata pedig 4-0-s győzelmet aratott. A 2010/11-es idényben kevés játéklehetőséget kapott a bajnokságban, de minden sorozatot egybevéve így is 36 mérkőzésen lépett pályára és négy gólt szerzett. Csapatával megnyerte a bajnoki címet, a kupát és az Európa-ligát.

### Atlético Madrid
Micaelt 2011. augusztus 18-án leigazolta az Atlético Madrid, de rögtön kölcsön is adták a Real Zaragozának a teljes 2011/12-es szezonra.

## Válogatott
Micael 2011. március 29-én, Finnország ellen mutatkozott be a portugál válogatottban. Csapata mindkét gólját ő szerezte a 2-0-ra megnyert mérkőzésen. Bekerült a portugálok 2012-es Eb-n részt vevő keretébe, de a tornán egyszer sem kapott játéklehetőséget.

## Sikerei, díjai

### Klubcsapatban

#### FC Porto
- Portugál bajnok: 2010/11
- Portugál kupagyőztes: 2010, 2011
- Portugál szuperkupagyőztes: 2010, 2011
- Európa-liga-győztes: 2011

## Fordítás
- Ez a szócikk részben vagy egészben  a   Rúben Micael című angol Wikipédia-szócikk fordításán alapul.  Az eredeti cikk szerkesztőit annak laptörténete sorolja fel. Ez a jelzés csupán a megfogalmazás eredetét és a szerzői jogokat jelzi, nem szolgál a cikkben szereplő információk forrásmegjelöléseként.

## Külső hivatkozások
- Rúben Micael adatlapja a ZeroZero-n[halott link]
- Rúben Micael statisztikái a foradejogo.net-en Archiválva 2012. október 21-i dátummal a Wayback Machine-ben
- Rúben Micael a TransferMarkt.de-n